# 대한민국 상법 제32조
대한민국 상법 제32조는 상업장부의 제출에 대한 상법총칙의 조문이다.

## 조문
제32조 (상업장부의 제출) 법원은 신청에 의하여 또는 직권으로 소송당사자에게 상업장부 또는 그 일부분의 제출을 명할 수 있다.